# Laureate Education
Laureate Education ist ein privater Bildungskonzern mit Sitz in Baltimore/Maryland, USA.

## Geschichte
Laureate Education ist ein im Jahr 1998 als Sylvan Learning Systems, Inc. gegründeter privater Bildungskonzern mit Sitz in den Vereinigten Staaten. Im Jahr 2004 erfolgte die Namensänderung in Laureate Education.
Die Holding betrieb im Jahr 2014 75 Privatuniversitäten und Hochschulen in 30 Ländern. Laureate Education ist auch im Bereich Teleunterricht tätig und erwarb 2001 41 % an der Fernuniversität Walden University.
Das bis 2007 börsennotierte Unternehmen Laureate wurde von einem Konsortium von Beteiligungsgesellschaften übernommen (Wert einschließlich rund 700 Mio. US-Dollar Schulden: 3,8 Milliarden US-Dollar). Die Investorengruppe wurde vom CEO des Unternehmens, Douglas Becker, angeführt. Zum Konsortium gehörten Kohlberg Kravis Roberts; Citigroup Private Equity; S.A.C. Capital Management, SPG Partners; Bregal Investments; Caisse de dépôt et placement du Québec; Sterling Capital; Makena Capital; Torreal, und Southern Cross Capital. Auch der Hedgefonds Soros Fund Management erwarb Anteile an dem Unternehmen.
Im Jahr 2014 gehörten dem Unternehmen nach eigenen Angaben 75 Schulen und Hochschulen in 30 Ländern. Es zählte 800.000 Studenten, ein Zuwachs von 557.000 oder 230 % gegenüber dem Jahr 2007. Damit war es das größte US-Unternehmen im Bereich der Hochschulbildung (nach Zahl der Eingeschriebenen). Der Umsatz verdreifachte sich von 2007 bis 2013. Im Januar 2013 investiert die Weltbank über ihren Investmentarm International Finance Corp. 150 USD Mio. in Laureate.
Kritiker, darunter das National Institute of Studies and Educational Research der brasilianischen Regierung, warfen Laureate vor, den Umsatz zu steigern, indem die Zahl der Einschreibung erhöht werde ohne gleichzeitiges Wachstum der akademischen Investitionen und verweisen auf sinkende Platzierungen in Qualitätsrankings, z. B. am Centro Universitário IBMR. In Chile wurde der von Laureate geführten Universidad de Las Américas aus Qualitätsgründen die Zulassung aberkannt. Becker widersprach der Kritik und  wies darauf hin, dass das IBMR bei Übernahme durch Laureate beinahe bankrott gewesen sei. Man sei vor der Wahl gestanden, im Ranking hoch zu stehen oder eine tragfähige Größe zu erreichen. Gegen den Zulassungsentzug in Chile werde Laureate klagen.
Im Jahr 2015 änderte Laureate seine Unternehmensform zu einer Public Benefit Corporation mit Sitz in Delaware.
Seit Februar 2017 ist Laureate Education wieder börsennotiert und unter dem Tickersymbol LAUR an der Nasdaq gelistet. Im Jahr 2022 betrieb das Unternehmen vier Universitäten, je zwei in Mexiko (Universidad del Valle de México (UVM) und Universidad Tecnológica de México (UNITEC) auf 38 Campussen) und Peru (Universidad Peruana de Ciencias Aplicadas (UPC) und Universidad Privada del Norte (UPN) auf 19 Campussen) mit insgesamt rund 423.000 Studierenden. Der Umsatz von im Jahr 2022 1,242 Mrd. USD entfällt zu gleichen Teilen auf Mexiko und Peru.